# Kungsbackaleden
Kungsbackaleden är en del av E6/E20 och går från Tingstadstunneln och Gullbergsmotet (avfart 75) i norr till trafikplats Kungsbacka Norr (avfart 61). Den byggdes i etapper vilka invigdes enligt följande, Sagsjön – Mölndal, 18 oktober 1963, Liseberg – Olskroksmotet, 1968/69, Olskroksmotet - Tingstadstunneln, 29 mars 1968, Kungsbacka - Sagsjön, 1972 och Mölndal - Liseberg, juni 1981.

## Trafikplatser längs leden
| Unknown BSicon "LRP4" |

| Unknown BSicon "tRP4aeuW" |

| Unknown BSicon "RP4wensRP4" |

| Unknown BSicon "RP4ensRP4" + Unknown BSicon "RP4wnRP2" |

| Unknown BSicon "RP4wensRP2" |

| Unknown BSicon "RP4wnsRP2" + Unknown BSicon "RP4enRP2" |

| Unknown BSicon "RP4wensRP2" |

| Unknown BSicon "RP4" |

| Unknown BSicon "RP4ensRP4" |

| Unknown BSicon "RP4wensRP2" |

| Unknown BSicon "RP4wnRP2" |

| Unknown BSicon "RP4wensRP2" |

| Unknown BSicon "RP4wensRP2" |

| Unknown BSicon "RP4wensRP2" |

| Unknown BSicon "RP4wensRP2" |

| Unknown BSicon "RP4wensRP2" |

| Unknown BSicon "RP4wensRP2" |

| Unknown BSicon "LRP4" |